# Arnie Oliver
Arnold Oliver (ur. 22 maja 1907 w New Bedford, zm. 16 października 1993 tamże) – amerykański piłkarz, reprezentant kraju, grający na pozycji napastnika.

## Kariera piłkarska
Oliver, syn brytyjskich imigrantów, przygodę z futbolem rozpoczął w 1925 w Shawsheen Indians, lokalnym klubem amatorskim, który dołączył do profesjonalnej American Soccer League w 1925. Następnie przeniósł się do New Bedford Defenders, wygrywając National Amateur Cup 1926. 
Po finale Pucharu Amatorów Oliver przeszedł na zawodowstwo, kiedy podpisał kontrakt z New Bedford Whalers. Zagrał tylko jeden mecz w barwach Whalers i w 1927 roku przeniósł się do Hartford Americans. Zespół został zmuszony do opuszczenia ligi po zaledwie dziesięciu meczach, a Oliver przeniósł się do J&P Coats na pozostałą część sezonu. Spędził większość sezonu 1928/29 z J&P Coats, lecz powrócił do New Bedford Whalers. Oliver następnie przeniósł się do Pawtucket Rangers na jesieni 1929. 
W 1930 grał dla	Fall River Marksmen oraz Providence Gold Bugs. Kolejne jego kluby to Fall River, a następnie Pawtucket Rangers. Niektóre źródła podają, że Oliver zakończył karierę w American Soccer League w 1931, inne podają, że w 1935 roku. Jednak wszyscy zgadzają się, że zakończył karierę jako amator w Santo Christo w 1938.

## Kariera reprezentacyjna
Został powołany na Mistrzostwa Świata 1930. Nie wziął udziału w żadnym z meczów w USA podczas turnieju, ale rozegrał kilka meczów pokazowych podczas południowoamerykańskiej trasy drużyny USA. Jednak żadna z tych gier nie jest uważana za w pełni międzynarodową.

## Kariera trenerska
Po przejściu na emeryturę Oliver intensywnie trenował. W 1966 roku został pierwszym trenerem męskiej drużyny piłkarskiej UMass Dartmouth. Od 1966 do sezonu 1969, Oliver posiadał bilans w klubie 40-11-2.
Oliver został wprowadzony do National Soccer Hall of Fame w 1968, New England Soccer Hall of Fame w 1981 i UMass Dartmouth Hall of Fame w 1997.